# Clonaria viridis
Clonaria viridis är en insektsart som först beskrevs av Gray, G.R. 1835.  Clonaria viridis ingår i släktet Clonaria och familjen Diapheromeridae. Inga underarter finns listade i Catalogue of Life.